# Ferber (mecklenburgisches Adelsgeschlecht)

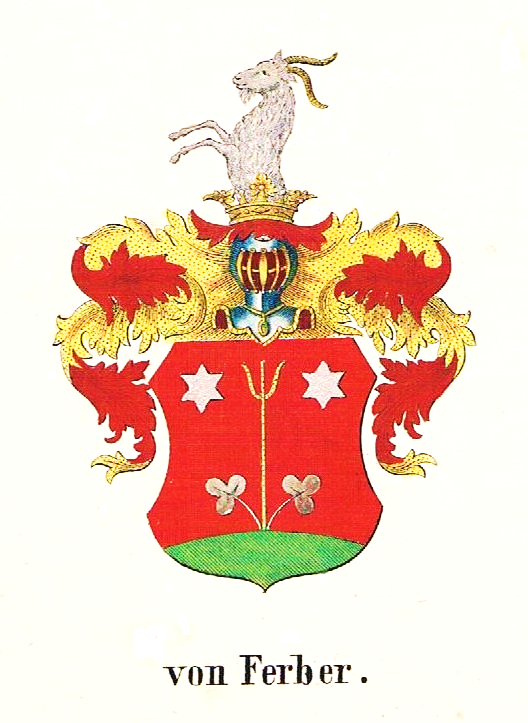
Stammwappen

Ferber ist ein mecklenburgisches Adelsgeschlecht.
Die Familie ist weder mit der Danziger Familie Ferber noch mit den sächsischen Ferber stammverwandt, sondern von diesen zu unterscheiden.

## Geschichte
Die Stammreihe des Geschlechts beginnt mit dem aus Hameln stammenden und in Rostock verstorbenen herzoglich mecklenburgischen Landrat Dr. jur. Johann Levin Ferber (* 1616; † 1680), Gutsherrn auf Kassebohm (heute Rostock-Kassebohm) und Varchentin. Seine Söhne Dr. jur. Carl Friedrich Ferber (* 1653; † 1714), Hof und Landgerichtsadvokat und Gustav Ferber (* 1657; † 1718) wurden in Wien am 3. Juli 1704 in den rittermäßigen Reichsadelsstand gehoben (sogenannter Briefadel). Am 8. April 1706 erfolgte die mecklenburgische Anerkennung. Die Nobilitierung Bürgerlicher fand damals ausschließlich nur mit Kaiserlicher Erhebung statt bei Erwerbungen von Ritterlehnen. Die von Ferber dienten im Militär verschiedener deutscher Länder, so auch in Sachsen. Bald setzte mit dem Kammerdirektor Joachim Gustav von Ferber sowie Kammerrat Friedrich Ehrenreich Jacob von Ferber eine weitere Karrieremöglichkeit im mecklenburgischen Staatsdienst ein. Karl Adolf Friedrich von Ferber erhielt als Oberst in sächsischen Diensten mit dem Pour le mérite die höchste preußische Militär-Auszeichnung.
1798 erhielt Friedrich August von Ferber auf Melz das mecklenburgische Indigenat. 1833 gehörten acht Söhne der Familie aus den Ämtern Amt Criwitz, Güstrow, Mecklenburg, Stavenhagen und Wredenhagen der erweiterten Ritterschaft Mecklenburg-Schwerins an.
Im Einschreibebuch des Klosters Dobbertin von 1696–1918 befinden sich 9 Eintragungen von Töchtern der Familien von Ferber von 1881–1912 aus Melz, Klein Helle, Kritzow und Kaltenbogen zur Aufnahme in das dortige adelige Damenstift.

## Historischer Güterbesitz
1693 erwarb der Geheimrat Johann Levin von Ferber den Kruseschen Anteil an Bredenfelde, welchen Herzog Friedrich Wilhelm zum Kunkellehen erklärte. So war die Vererbung des Gutes auch in weiblicher Linie möglich. Nach dem Tode des Hofmeisters Johann Friedrich von Ferber auf Varchentin, Bredenfelde und Kraase 1752 erhielt seine Schwester, eine verwitwete von Klinggräff, diese Güter in der Erbteilung.

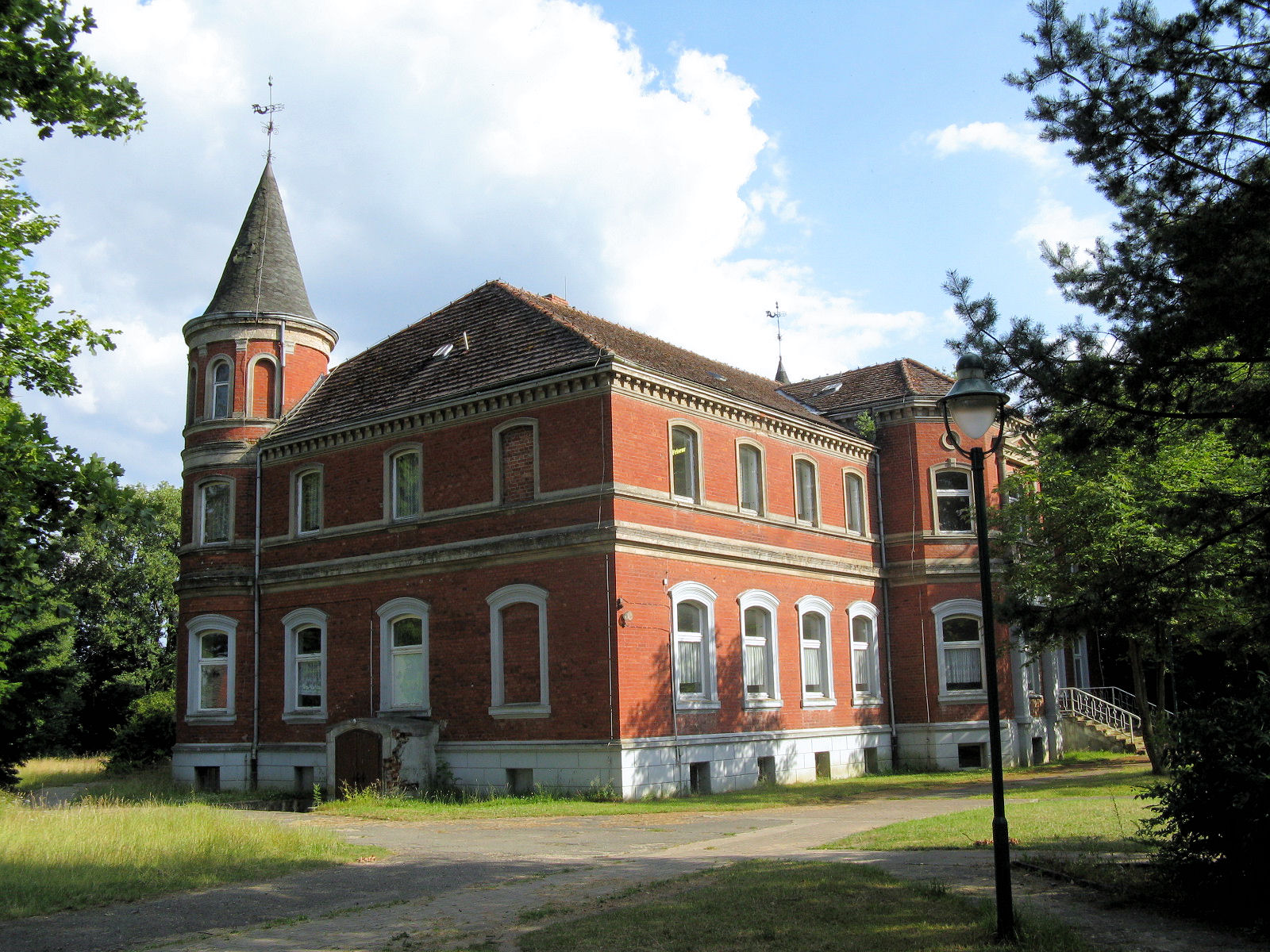
Gutshaus Priborn

Ab 1732 war die Familie von Ferber Besitzer in Priborn, Melz und Karbow. 1880 wurde der Güterkomplex in einem Familienfideikommiss zusammengefasst. Karbow wurde jedoch 1928/29 an die Mecklenburgische Siedlungsgesellschaft verkauft. Melz mit Nebengütern gehörte zeitgleich Anna Catharina von Ferber, die 1152 ha und Zubehör 216 ha waren verpachtet. Priborn stand im Besitz des Rittmeisters Ernst von Ferber (* 1850; † 1934), verheiratet mit Wally von Bornstedt. Ernst von Ferber errichtete mit seiner Frau in Priborn zwischen 1870 und 1880 das zweigeschossige Gutshaus. Die Begüterung waren 1102 ha plus Nebenbesitz einiger 24 ha Höfe. Der letzte Besitzer der Güter Priborn und Melz mit einer Fläche von über 1.200 ha war bis zur Bodenreform 1945 Horst von Ferber-Melz (* 1882; † nach 1945). In der Dorfkirche Melz befindet sich noch heute die Familiengruft der Familie.
Die Ferber besaßen darüber hinaus in Mecklenburg zeitweise auch die Güter Breesen, Bussewitz, anteilig Camps, Klein Helle, Kaltenbogen, Kritzow, Klein Lunow, Nutschow, Poppendorf, Sarnow, Schönberg, Solzow, Striggow, Vorwerk, Wattmanshagen und Wortum.

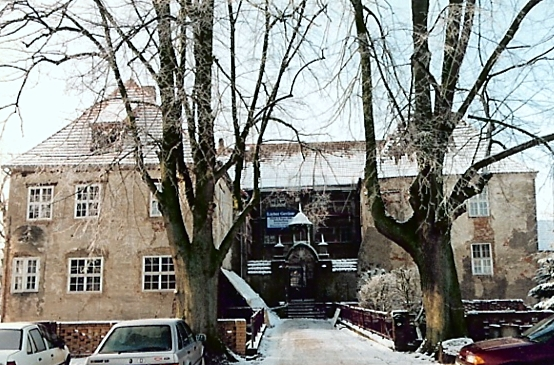
Wasserburg Turow

Die Familie war ebenfalls in Schwedisch-Pommern vor allem im Landkreis Grimmen begütert. Dort zählten zeitweise die Güter Thurow, Strehlow, Voigtsdorf und Zarrenthin zu den Familiengütern. Die Wasserburg Turow kam durch die Heirat des Johann Gustav von Ferber mit Ulrike von Königsheim 1719 in die Familie; er zahlte seine Schwägerinnen aus und erwarb so neben dem Gut Turow auch die Güter Strelow, Voigtsdorf und Oelsdorf. Über 200 Jahre verblieb das Gut im Besitz der Familie. 1927 verkaufte die kinderlose Alexandra von Ferber Teile des mit Schulden belasteten Gutes an die Pommersche Siedlungsgemeinschaft, behielt aber die Wasserburg und einen 28 ha Resthof, die sie bei ihrem Tod im Jahr 1939 dem Prediger Heinrich Neumann vermachte, welcher sie später der Kirche hinterließ.

## Wappen
Das Stammwappen (1704) zeigt in Rot auf grünem Hügel eine goldene Zündrute zwischen zwei (silbernen) an auswärts gekehrten grünen Stielen wachsenden Kleeblättern, belegt in den beiden oberen Ecken von je einem goldenen (silbernen) Stern. Auf dem Helm mit rot–goldenen Decken ein goldgehörnter Steinbock.

## Literatur

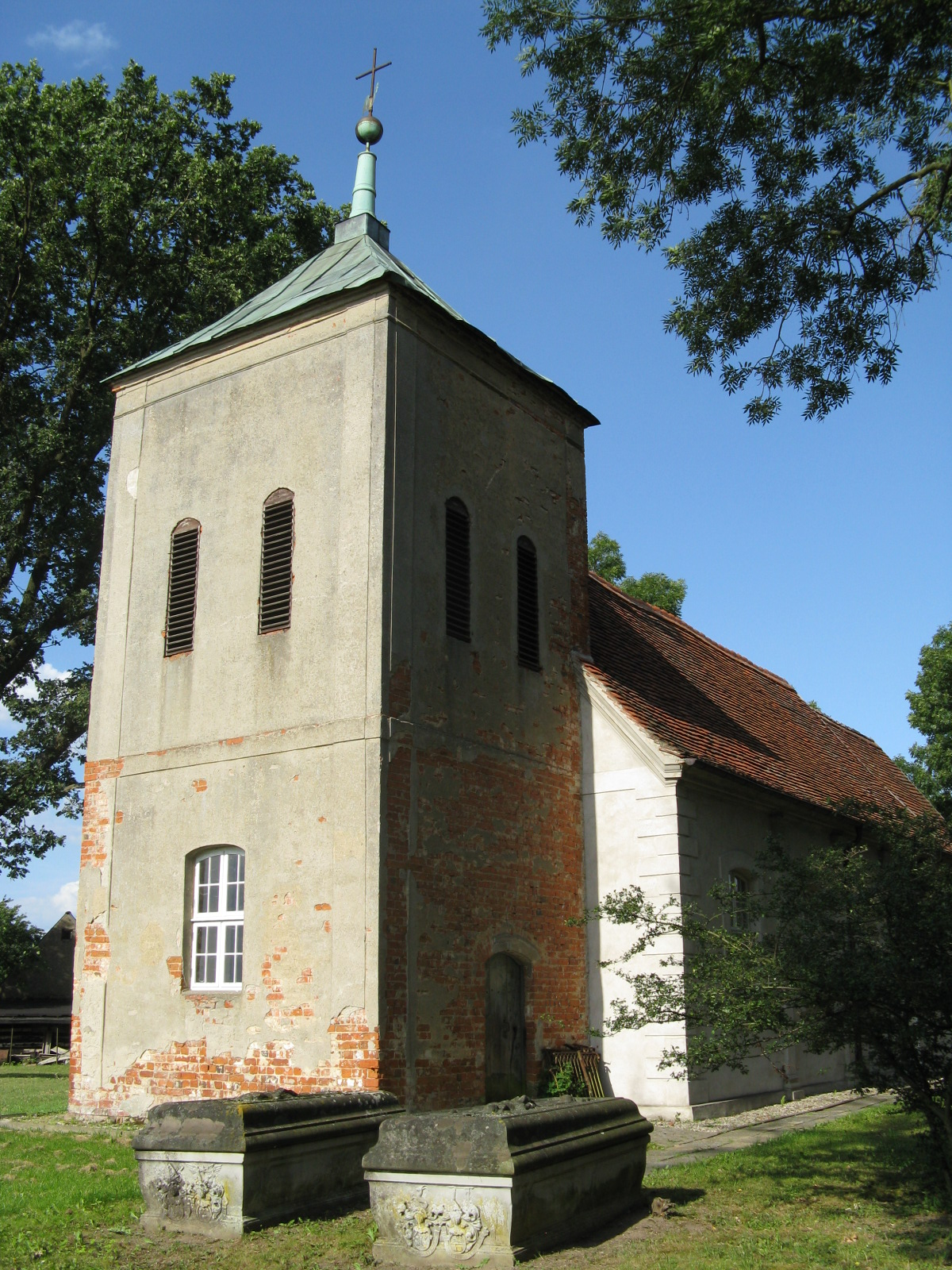
Sarkophage der Familie von Ferber vor der Kirche in Melz